# Melanorhopala infuscata
Melanorhopala infuscata är en nordamerikansk insektsart som beskrevs av Parshley 1917. Melanorhopala infuscata ingår i släktet Melanorhopala och familjen nätskinnbaggar. Inga underarter finns listade i Catalogue of Life.